# 旌陽区
旌陽区（せいよう-く）は中華人民共和国四川省徳陽市に位置する市轄区。

## 行政区画
- 街道:旌陽街道、城南街道、旌東街道、工農街道、八角井街道、東湖街道、天元街道、孝感街道
- 鎮:黄許鎮、孝泉鎮、柏隆鎮、徳新鎮、双東鎮、新中鎮、和新鎮

## 交通
鉄道
- 中国鉄路総公司
  - 中国鉄路成都局集団公司
    - 西成旅客専用線（徳陽駅（中国語版））（旧 成綿楽旅客専用線）
    - 宝成線（徳陽駅、黄許鎮駅（中国語版））

道路
高速道路
- 成綿高速道路（中国語版）

国道
- G106国道（中国語版）

## 健康・医療・衛生
- 四川省徳陽建築医院
- 徳陽市人民医院
- 徳陽市第五人民医院
- 徳陽汽車廠医院